# Jolanda Steiner
Jolanda Steiner (* 16. März 1961 in Luzern) ist eine Schweizer Autorin und Märchenerzählerin.

## Leben
Jolanda Steiner wuchs in Kriens im Kanton Luzern auf und besuchte das Kindergartenseminar. Von 1981 bis 1992 arbeitete sie als Kindergärtnerin in Kriens. Seit 1984 betätigt sie sich zuerst neben-, dann vollberuflich mit dem Verfassen und der Produktion von Sendungen für Radio und Fernsehen, Tonträgern, Büchern sowie Theateraufführungen für Kinder. Jolanda Steiner wurde im März 2014 vom Migros-Magazin und einer Kinderjury zur Schweizer Märchenkönigin gewählt. Sie lebt mit ihrer Familie in Kriens.

## Werke

### Radio und Fernsehen
- 1984–1990 tägliches Guetnachtgschichtli auf Radio Pilatus
- 1990–2008 wöchentliches Sunntigsgschichtli auf Radio Sunshine
- Seit 1. Januar 2009 wöchentliches Sonntigsgschichtli Radio Central
- Vom 1. April 2010 bis 31. Juni 2012: Produzentin und Moderatorin der täglichen Sendung Gschichtli im Zentralschweizer Fernsehen Tele 1. Diese Sendungen werden noch immer als Wiederholungen täglich ausgestrahlt.

### Weitere Projekte
1988 erscheint ihre erste Schallplatte mit Weihnachtsgeschichten von Max Bolliger «De Wiehnachtsnarr». 1990 wird Jolanda Steiner beauftragt, für das Planetarium des Verkehrshauses Luzern eine Weihnachtsgeschichte kindgerecht und mit Einbezug des Sternenhimmels umzusetzen. Das Programm «D’Wiehnachtsgschicht» ist ein beliebtes Programm, welches immer noch jeweils im Dezember täglich im Planetarium in vier Sprachen gezeigt wird.
Ihre mit Perkussionsinstrumenten umrahmten Märchenerzählungen werden in der Schweiz, in Österreich und Deutschland aufgeführt. In Zusammenarbeit mit diversen Musikern hat sie zahlreiche Tonträger produziert. Als Autorin und Produzentin arbeitet Jolanda Steiner vorwiegend mit klassischen Orchestern zusammen.
Seit 2003 ist sie gemeinsam mit dem Blockflötenvirtuosen Maurice Steger mit ihren eigenen Musikmärchen («Tino Flautino und sein zauberhaftes Flötenspiel», «Tino Flautino und die Zaubermelodie» und «Pinocchio und der Flötenspieler») auf Tournee. Sie realisierte Projekte zusammen mit dem Zürcher Kammerorchester, dem Tonhalle-Orchester Zürich, dem Sinfonieorchester Basel, dem Berner Sinfonieorchester und dem Brandenburgischen Staatsorchester.
Für die Vertonung des Bilderbuches «Bim, Bam, Bum» von Max Bolliger erhielt sie den Schweizer Märchenoscar «S goldig  Chröndli» (1. Rang). 2005 erreichte sie in der Kategorie Erzählungen/Geschichten die höchste Punktezahl für den Tonträger «Wiehnachte». Seit 2007 ist Jolanda Steiner jedes Jahr mit den Lilibiggs Kinderkonzerten auf Tournee.

### Bühne
- «Tino Flautino und sein zauberhaftes Flötenspiel» mit Maurice Steger und Orchester
- «Tino Flautino und die Zaubermelodie» mit Maurice Steger und Orchester
- «Pinocchio und der Flötenspieler» mit Maurice Steger und Orchester
- «De Chli Muck» mit Vera Kaa & Band
- «Josha und die Zauberfidel» mit Musikern des Opernhaus Zürich
- «Die Bremer Stadtmusikanten» mit Musikern des Opernhaus Zürich
- «Die Schneekönigin» mit Musikern des Opernhaus Zürich
- «Die kleine Meerjungfrau» mit Anne Oltean (Querflöte) und Simon Bucher (Piano)
- «Karneval der Kuscheltiere» mit Adrien Soos, Ivo Haag (Piano) und weiteren Musikern
- «Mondbär» mit Roland Schwab (Multiinstrumentalist)
- «Bärehuus» mit Agnes Hunger (Gesang) und Jimmy Gmür (Piano)
- «Mittelalterprogramm» mit Originalinstrumenten aus dem Mittelalter, gespielt von Roland Schwab

### Tonträger
- 1988 «Wiehnachtsnarr», Max Bolliger (LP/MC)*
- 1989 «Gschichte vo Riese und Zwärge», Max Bolliger (MC)*
- 1990 «s´Bärehuus», Silvia Hüsler (MC/CD)*
- 1996 «Wassilissa & Königshase», Jolanda Steiner (MC/CD)
- 1996 «Schwaneprinzessin & Silberhuus», Jolanda Steiner (MC/CD)
- 1998 «Bim Bam Bum» Folge 1, Max Bolliger (MC/CD)*
- 1998 «Bim Bam Bum» Folge 2, Max Bolliger(MC/CD)*
- 1999 «S´Wiehnachtsglöggli & Wiehnachtsspatz», Rolf Krenzer (MC/CD)*
- 2000 «Chinderbrugg», Max Bolliger (MC/CD)*
- 2001 «De munzig chli Haas» Gerda Wagener (MC/CD)*
- 2001 «S´schönschte Gschänk» Max Bolliger(MC/CD)*
- 2002 «De chli Bär Sebastian», Catherine Walters (MC/CD)*
- 2002 «Brief vom Felix», Anette Langen (MC/CD)*
- 2003 «Traumfrässerli», Michael Ende (MC/CD)*
- 2003 «Tino Flautino und sein Zauberhaftes Flötenspiel», Jolanda Steiner (CD)
- 2003 «Lücht chline Stärn» in Zusammenarbeit mit dem Zeit-Kind-Chor (CD)
- 2004 «Abentürlichi Brief vom Felix», Anette Langen (MC/CD)*
- 2004 «Wiehnachtsbrief vom Felix», Anette Langen (MC/CD)*
- 2004 «Milchzahnstrasse» Co-Produktion mit Helmi Sigg, Autorin Anna Russelmann (MC/CD)
- 2005 «Karneval der Kuscheltiere», Jolanda Steiner (MC/CD)
- 2006 «Mondbär», Jolanda Steiner und Roland Schwab
- 2007 «De chli Muck», Jolanda Steiner (CD)
- 2008 «Pilu», Jolanda Steiner und Leierchischte (CD)
- 2009 «Bärehuus» Neuauflage, Silvia Hüsler (CD/MC)*
- 2009 «Tino Flautino und die Zaubermelodie», Jolanda Steiner (CD)
- 2011 «Pinocchio und der Flötenspieler», Jolanda Steiner (CD)
- 2014 «Gebrüder Grimm: Die schönschte Märli – schwiizerdütsch», Jolanda Steiner (CD)
- 2014 «De munzig chli Haas», Jolanda Steiner (CD)
- 2014 «Geissbock Charly», Jolanda Steiner u. a. (CD)
- 2015 «Geissbock Charly reist um d’Wält», Jolanda Steiner u. a. (CD)

Produktionen mit *: Mundarttexte, Erzählung und Regie von Jolanda Steiner

### Bilderbücher
- 2003 Tino Flautino und sein zauberhaftes Flötenspiel (Stämpfli Verlag)
- 2009 Tino Flautino und die Zaubermelodie (Lehrmittelverlag Zürich)

## Weitere Tätigkeiten
Jolanda Steiner schreibt und erzählt auch für Erwachsene und führt «Märchencabarets» bei verschiedenen Anlässen durch. Zudem moderiert sie Firmen- und Konzertveranstaltungen wie die «Musicalgalas» 2013 und 2014 im Le Théâtre Kriens-Luzern.